# The Hunting Party
The Hunting Party je šesti album nu metal skupine Linkin Park. Izšel je leta 2014 pri založbi Warner Bros.

## Seznam skladb
1. "Keys to the Kingdom" - 3:38
2. "All for Nothing" (featuring Page Hamilton) - 3:33
3. "Guilty All the Same" (featuring Rakim) - 5:55
4. "The Summoning" (Instrumental) - 1:00
5. "War" - 2:11
6. "Wastelands" - 3:15
7. "Until It's Gone" - 3:53
8. "Rebellion" (featuring Daron Malakian) - 3:44
9. "Mark the Graves" - 5:05
10. "Drawbar" (Instrumental) (featuring Tom Morello) - 2:46
11. "Final Masquerade" - 3:37
12. "A Line in the Sand" - 6:35